# Carl M. Cohr
 For alternative betydninger, se Carl M. Cohr (virksomhed).
Carl Mads Cohr (11. august 1862 i Fredericia – 25. august 1925 i Silkeborg) var en dansk sølvvarefabrikant.
Carl M. Cohr var søn af guldsmed Ditlev Madsen Cohr (1829-1883) og Sidse Anne Cathrine Jørgensen (eller Caspersen). Han overtog 1887 for egen regning faderens guldsmedeforretning i Fredericia, der var grundlagt 1860. På det tidspunkt havde han allerede i nogle år bistået moderen med forretningen efter faderens død. Til guldsmedebutikken var efter tidens skik knyttet et lille værksted, og ved hjælp af dette begyndte Cohr at fabrikere sølvskeer, som han solgte til guldsmede i andre jyske købstæder. I løbet af en halv snes år var værkstedet nået til at beskæftige 16 mand, og på basis af denne beskedne start påbegyndte Cohr en storfabrikation af sølvvarer, der blev afsat på både det store indenlandske marked og på eksportmarkederne i Sverige og Norge. 1906 kunne han på basis af en styrket position overtage Flérons Sølvvarefabrik i København. Samme år blev firmaet omdannet til et aktieselskab med Cohr som administrerende direktør og hovedaktionær.
Cohr var både en forudseende købmand og en kompetent kunsthåndværker, og under hans ledelse blev virksomheden den største sølvvarefabrik i Skandinavien. Fra 1921 producerede Carl M. Cohr A/S også genstande i sølvplet. Han var desuden dygtig til at knytte tidens designere til fabrikken, således fx Knud V. Engelhardt.
Samtidig bestred Cohr en række tillidsposter i sin fødeby. Han var æresmedlem af Håndværkerforeningen samt 1905-1913 medlem af Fredericia Byråd. 1923 blev han Ridder af Dannebrog.
Han er begravet i Fredericia.